# Синдром Вотергауза — Фредеріксена
Синдром Вотергауза — Фредеріксена (англ. Waterhouse-Friderichsen syndrome, також Адреналова геморагія, англ. Adrenal Hemorrhage) — клінічний синдром, який розвивається внаслідок гострого крововиливу у тканину наднирників. Найчастіше трапляється під час менінгококової інфекції. Рідше синдром виникає при інших тяжких бактеріальних хворобах та грипі. Також описано синдром при геморагічних гарячках, особливо в клінічному перебігу хвороби, яку спричинює вірус Ебола, вірус Марбург, гарячці Ласса. Надниркові крововиливи можуть виникати приблизно у 2 з 1000 новонароджених дітей, спонтанно або в поєднанні з родовою травмою, асфіксією, сепсисом чи геморагічним діатезом.
Патоморфологічно, як правило, розвивається двостороннє ураження залози з великим некрозом усіх трьох кіркових шарів та медулярних клітин надниркових залоз.
Характеризується розвитком тяжкого шоку вже у перші години захворювання. Цей шок має змішаний характер — він обумовлений поєднанням інфекційно-токсичного шоку, який відбувається через масивну бактеріємією з інтенсивним розпадом мікроорганізмів і токсинемією, та гострою недостатністю надниркових залоз через крововиливи в них. Ці фактори призводять до дуже тяжкої депресії системної гемодинаміки. Синдром на тлі менінгококцемії починається з різкого підвищення температури, ознобу. Вже у перші години з'являється геморагічний висип на тлі виразного ціанозу, через що шкіра має нерідко фіолетове забарвлення, на тлі якого помітні геморагічні елементи. Стан швидко прогресує. Висип негайно стає рясним, поряд з численними петехіями і великими геморагіями з'являються великі синці.

## Актуальність
Повідомлення про крововиливи в наднирники є у звітах в 0,3-1,8 % невиділених випадків у дослідженнях аутопсії, хоча великі двосторонні надниркові крововиливи можуть бути присутні у 55-60 % людей, які помирають від шоку. Великий двосторонній наднирниковий крововилив частіше зустрічається у чоловіків (співвідношення їх до жінок є 2:1), ймовірно, відображає схильність чоловіків до кількох основних патологічних станів, пов'язаних з крововиливом у наднирники.

## Етимологія
Названий на честь англійського лікаря Руперта Вотергауза (1873—1958) і данського педіатра Карла Фредеріксена (1886—1979), які незалежно один від одного описали синдром.

## Патогенез
Патологічні характеристики синдрому, як правило, включають двостороннє ураження залози при обширному некрозі всіх трьох коркових шарів та медулярних клітин надниркових залоз. Відбувається ретроградна міграція медулярних клітин у фісцікулятну зону, обширний крововилив у наднирники, який може поширюватися в надчеревний жир, часто виникає тромбоз надниркових вен.
Хоча точні механізми, що призводять до крововиливу в наднирники, є неясними у нетравматичних випадках, наявні припущення стосуються ролі адренокортикотропного гормону (АКТГ), спазму надниркових вен та тромбозу, обмеження венозного кровотоку надниркових залоз у патогенезі цього стану. Надниркова залоза має багате артеріальне кровопостачання, тоді як венозний відтік є обмеженим, який критично залежить від однієї вени. Крім того, у стресових ситуаціях збільшується секреція АКТГ, що стимулює наднирковий артеріальний кровотік, який може перевищувати обмежений венозний відтік та призводити до крововиливу. Крім того, спазм надниркових вен, спричинений високим рівнем катехоламінів, що секретуються в стресових ситуаціях, і тромбозом надниркових вен, спричинених коагулопатіями, може призвести до венозного застою та крововиливу. Тромбоз надниркової вени був виявлений у пацієнтів з наднирковими крововиливами, і це може виникнути в поєднанні з бактеріємією, сепсисом, індукованою гепарином тромбоцитопенією, первинним синдромом антифосфоліпідних антитіл або поширеним внутрішньосудинним згортанням крові.
Незалежно від механізмів, обширний, двосторонній крововилив у наднирники, як правило, призводить до гострої надниркової недостатності та надниркового кризу, якщо його не виявити і не лікувати негайно та інтенсивно.
Дослідження надниркових залоз у випадках надниркових крововиливів, як правило, виявляє обширний геморагічний некроз, що включає всі 3 шари клітин надниркових залоз, медулярні клітини залоз. Крововилив може поширюватися на периренальний жир і навколоренальний простір.

## Клінічні прояви
Прояви синдрому багато в чому неспецифічні: включають різноманітну гарячку, біль у животі, попереку, тазу або грудної клітки та симптоми гострої надниркової недостатності, такі як артеріальна гіпотензія, тахікардія, втома, анорексія, нудота та блювання. Симптоми, пов'язані з основним захворюванням, ускладненням якого став синдром, також виявляються. Рідко надниркові крововиливи перебігають цілком безсимптомно, представляючи собою випадкову знахідку при інструментальних дослідженнях чи навіть автопсії.
Характерний висип на шкірі з типовою еволюцією, що виникає приблизно у 75 % пацієнтів із синдромом. На своїх ранніх стадіях висип складається з дрібних, рожевих плям або папул. За ними швидко з'являються петехіальні елементи, що поступово перетворюються на великі, різної форми і забарвленості на пізніх стадіях захворювання.
Ознаки гострого живота рідкісні, зважуючи на заочеревинне розташування наднирників. Дезорієнтація трапляється у 40 % хворих, вона часто є ознакою основного захворювання, яке призвело до виникнення синдрому.

### Клінічний перебіг менінгококової інфекції з синдромом Вотергауза— Фредеріксена
При менінгококовому сепсисі - менінгококцемії розвивається часто шок змішаного характеру. Він обумовлений поєднанням септичного (інфекційно-токсичного) шоку, який відбувається через масивну бактеріємією з інтенсивним розпадом менінгококів і токсинемією, та гострою недостатністю надниркових залоз через крововиливи в них. Ці фактори призводять до дуже тяжкої депресії системної гемодинаміки. Захворювання починається з різкого підвищення температури, ознобу. Вже у перші години хвороби з'являється геморагічний висип на фоні виразного ціанозу, через що шкіра має нерідко фіолетове забарвлення, на тлі якого помітні геморагічні елементи. Хвороба швидко прогресує. Висип швидко стає рясним, поряд з численними петехіями і великими геморагіями з'являються великі синці. Хворі бліді, непокоїть невпинне блювання, нерідко блювотиння є кривавим. Можливі носові та маткові кровотечі. Артеріальний тиск прогресивно знижується, пульс частий, ниткоподібний. Наростає ціаноз, деякі ділянки шкіри набувають забарвлення, що нагадує трупні плями. Наростає задишка, з'являється рухове збудження, судоми. Менінгеальний синдром, як правило, різко виражений, хоча іноді може не розвиватися. Температура тіла, спочатку підвищена, знижується до субфебрильної, а нерідко до субнормальної. Розвивається типова картина шоку. Без адекватного лікування смерть може настати через 6-48 годин від початку хвороби.

## Діагностика
Оскільки шок виникає часто пізно в процесі великого двостороннього крововиливу в наднирники, його відсутність не слід використовувати для виключення цього діагнозу.
Значне зниження гематокриту або гемоглобіну спостерігається приблизно у половини пацієнтів з двостороннім наднирковим крововиливом. Лейкоцитоз виникає часто це може бути пов'язано з основною причиною надниркових крововиливів. Еозинофілія присутня лише у невеликого відсотка пацієнтів.
Гіпонатріємія, гіперкаліємія та преренальна азотемія виникає приблизно у половини пацієнтів. Хоча поєднання низького вмісту натрію в сироватці та високого калію в сироватці крові свідчить про надниркову недостатність у відповідних клінічних умовах, їх відсутність ніколи не повинна виключати цей діагноз. Гіпоглікемія може виникати у пацієнтів з наднирковими крововиливами та наднирковою недостатністю, але вона рідко буває тяжкою.
Кортизол у сироватці крові, адренокортикотропний гормон (АКТГ) у плазмі крові, альдостерон у сироватці крові та активність реніну у плазмі крові завжди слід досліджувати у випадках підозри на синдром Вотергауза — Фредеріксена, оскільки їхні показники надають важливу інформацію про функцію надниркових залоз. У хворого пацієнта поєднання з гострими проявами підвищеного АКТГ у плазмі крові та низького або навіть нормального (тобто <13 мкг / дл) сироваткового кортизолу свідчить про дефіцит глюкокортикостероїдів через первинну недостатність надниркових залоз. І навпаки, кортизол у сироватці крові понад 25 мкг / дл при таких же гострих проявах виключає дефіцит глюкокортикостероїдів. Поєднання низького вмісту альдостерону в сироватці крові та підвищеного рівня реніну говорить про дефіцит мінералокортикоїдів.
З метою надання необхідної діагностичної інформації слід взяти зразки крові для дослідження на кортизол перед введенням глюкокортикостеродів, оскільки екзогенні глюкокортикостероїди (гідрокортизон та преднізолон, але не дексаметазон) перетинаються з ендогенним кортизолом при радіоімунному аналізі.
Для вивчення поширеності процесу в надниркових залозах використовують ультразвукове дослідження з доплерографією, магнітно-резонансну томографію та рентгенівську комп'ютерну томографію. У дітей старшого віку або дорослих ультразвукове обстеження може бути застосовано у ліжка хворого, хоча воно може бути обмежене станом хворого. Воно виявляє гіперехогенні маси, які містять центральну ехогенну зону в наднирниках.

## Лікування
Терапія проводиться з метою забезпечення функції надниркових залоз, життєдіяльності, за необхідності, для корекції основних станів, дефіциту рідини, електролітів та еритроцитів; проводиться штучна вентиляція легень, внутрішньовенне введення рідини та вазопресорів. Паралельно проводиться лікування основного захворювання, яке спричинило крововилив у наднирники, включаючи антибактерійну терапію. Застосування гепарину та свіжозамороженої плазми обстоюється у випадках ДВЗ-синдрому, проте залишається суперечливим.
Відразу після отримання проби сироватки крові для аналізу на кортизол, але не чекаючи біохімічного підтвердження, глюкокортикостероїди слід терміново вводити пацієнтам із підозрою на гострий двосторонній наднирковий крововилив з метою лікування гострої недостатності надниркових залоз. Ці препарати, застосовані в режимі стресової дози, адекватно замінюють потреби в глюкокортикоїдних гормонах. Зазвичай застосовують преднізолон та гідрокортизон. Тільки вони мають ще й деякі мінералокортикоїдні властивості, тоді як дексаметазон позбавлений такої активності.